# Caisse d'épargne postale (Budapest)
La Caisse d'épargne de la poste (en hongrois : Postatakarékpénztár) est un édifice situé dans le 5e arrondissement de Budapest. Construit en 1901 selon les plans d'Ödön Lechner et Sándor Baumgarten dans le plus pur style Sécession, il abrite désormais le Trésor public hongrois.